# أجمو آيت أوزين (آيت أوزين آيت ولال)
أجمو آيت أوزين هو دُوَّار يقع بجماعة آيت ولال، إقليم زاكورة، جهة درعة تافيلالت في المملكة المغربية. ينتمي الدوّار لمشيخة آيت أوزين آيت ولال التي تضم 15 دوار. يقدر عدد سكانه بـ 1196 نسمة حسب الإحصاء الرسمي للسكان والسكنى لسنة 2004.

## وصلات خارجية
- البوابة الوطنية للجماعات الترابية
- المندوبية السامية للتخطيط